# Лашутка
Лашутка — река в Щёлковском районе Московской области России, правый приток Вори. Другие названия — Лошутка, Лишутка, Лашюдка.
Исток находится в 1 км к северо-западу от деревни Корякино. Впадает в Ворю около деревни Каблуково. Длина — 16 км, площадь водосборного бассейна — 51,5 км², по другим данным длина — 12 км, площадь водосбора — 67 км².
Высота устья — 140 м над уровнем моря. Высота истока — 170 м над уровнем моря.
Основное направление течения — на восток. На берегах Лашутки расположились село Богослово, деревня Костюнино, посёлок Литвиново.
За деревней Костюнино Лашутка запружена плотиной, образуя большой живописный пруд с высокими берегами, поросшими соснами.
Река упоминается в писцовых книгах Московского уезда 1584—1586 годов (село Фомино — древнее название современного села Богослово):
В стане Воря и Корзенев <…> за Федором да за Иваном да за Григорием Окинфовыми за Петровым село Фомино на речке на Лошутке, а в нем церковь Ивана Богослова, древяна, клетцки без пения, пашни лесом поросли серой земли 43 четьи в поле а в дву потомуж да сена 20 коп да лесу дровяного 30 десятин…